# Wilhelm Weistand
Wilhelm Piotr Weistand (ur. 8 września 1945 w Rokitnicy) – polski lekkoatleta, olimpijczyk.

## Osiągnięcia
Specjalizował się w biegu na 400 metrów przez płotki. Startował w nim na igrzyskach olimpijskich w 1968 w Meksyku, ale odpadł w przedbiegach. Rok później, na mistrzostwach Europy w 1969 w Atenach zajął 6. miejsce w finale na tym dystansie. Osiągnięciem międzynarodowym Weistanda jest także 2. miejsce w finale Pucharu Europy w 1967 w Kijowie.
Był mistrzem Polski ma 400 metrów przez płotki w 1968 oraz wicemistrzem na tym dystansie w 1966, 1967 i 1969 i w sztafecie 4 × 400 metrów w 1968. Zdobył również brązowe medale w sztafecie 4 × 400 metrów w 1965 i 1966 oraz w biegu na 110 metrów przez płotki w 1969. Trzykrotnie poprawiał rekord Polski na 400 metrów przez płotki doprowadzając go do wyniku 50,4 s. Jest to również jego rekord życiowy (przy pomiarze elektrycznym rekord życiowy Weistanda wynosi 50,71 s.). W latach 1967–1969 osiem razy startował w reprezentacji Polski w meczach międzypaństwowych, odnosząc trzy zwycięstwa indywidualne. Był zawodnikiem Karbu Bobrek (1962-1963), Śląska Wrocław (1965-1966) i Górnika Zabrze (1964 i 1967-1973).

## Rekordy życiowe
- bieg na 400 metrów przez płotki
  - pomiar elektroniczny – 50,71 s.
  - pomiar ręczny – 50,4 s. (14 września 1968, Zielona Góra)[7]